# Воднолыжный спорт

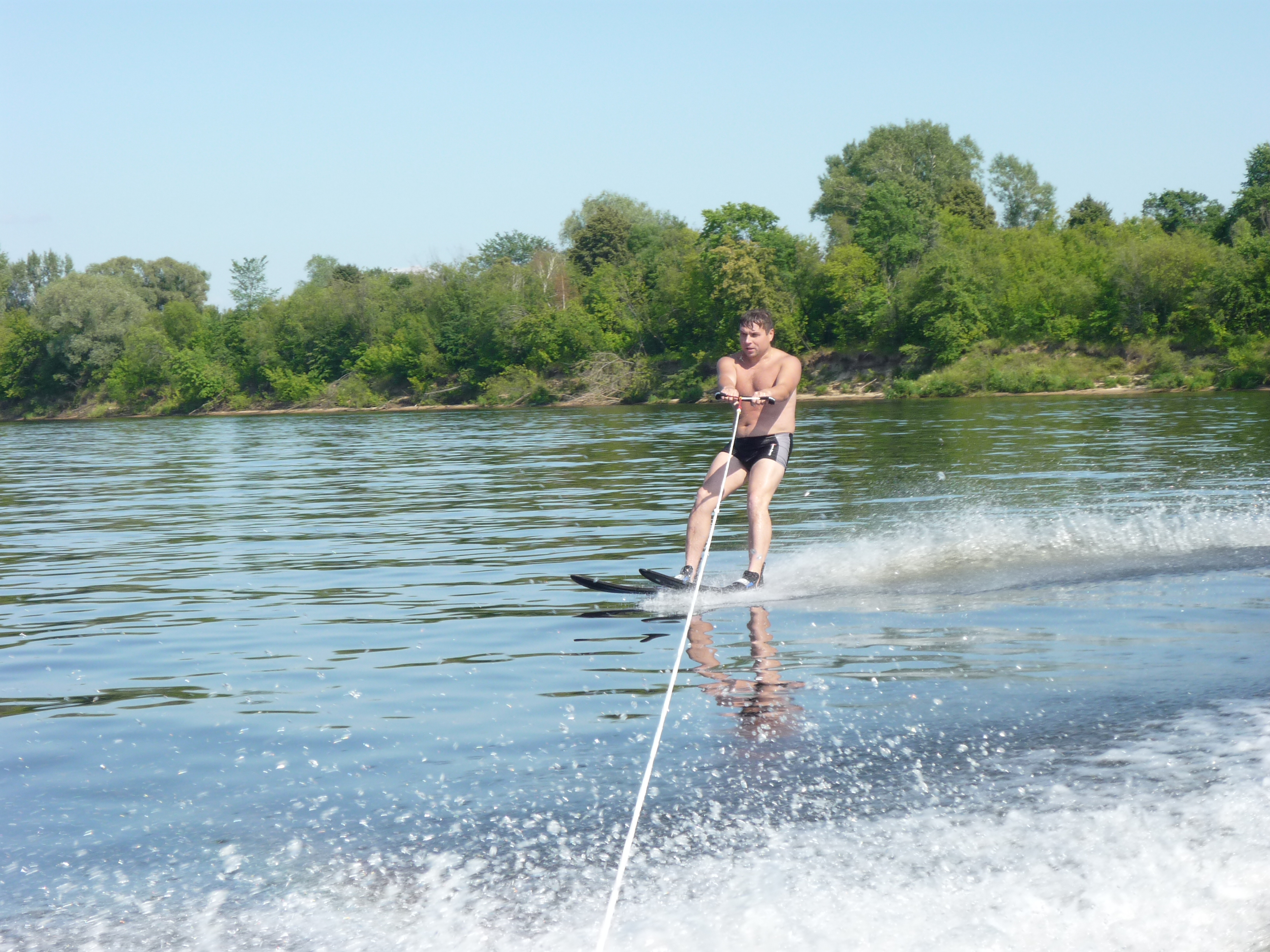
Катание на Волге

Водные лыжи, воднолыжный спорт — популярный вид спорта и развлечение — передвижение по поверхности воды на специальной форме лыже, на тросе (его называют «фал»), соединённом с катером или другим плавательным средством, обеспечивающим поступательное движение.
Водные лыжи бывают одиночные и парные. К парным относятся фигурные и прыжковые. К одиночным: фигурная и слаломная (моно)лыжа. Фигурные лыжи короткие, широкие, чуть загнуты с двух концов. Прыжковые — длинные, с сильно загнутым носом. Слаломная лыжа — длинная, с загнутым носком и сужена с задней стороны. На первый взгляд водные лыжи отдалённо напоминают зимние лыжи. Но водные лыжи шире, имеют особую геометрию и изготавливаются из специального материала. Кроме того, на задниках слаломные лыжи (на той стороне, которая скользит по воде) имеют киль.
На заре воднолыжного спорта лыжи делали из специально обработанного дерева. Сейчас большинство водных лыж делают из вспенённого пластика — пенополиуретана, поскольку он имеет значительно меньший вес и обладает лучшим скольжением, чем дерево (хотя на различных базах отдыха и в пунктах проката и по сей день можно встретить деревянные водные лыжи).
Современные пластиковые лыжи имеют специальный желобовидный профиль скользящей поверхности, что делает их более стабильными, чем деревянные.
Сегодня этот вид спорта стал настолько зрелищным и популярным, что в 1998 году Национальный олимпийский комитет Греции рекомендовал ввести водные лыжи в программу Олимпиады 2004 в Афинах.

## История

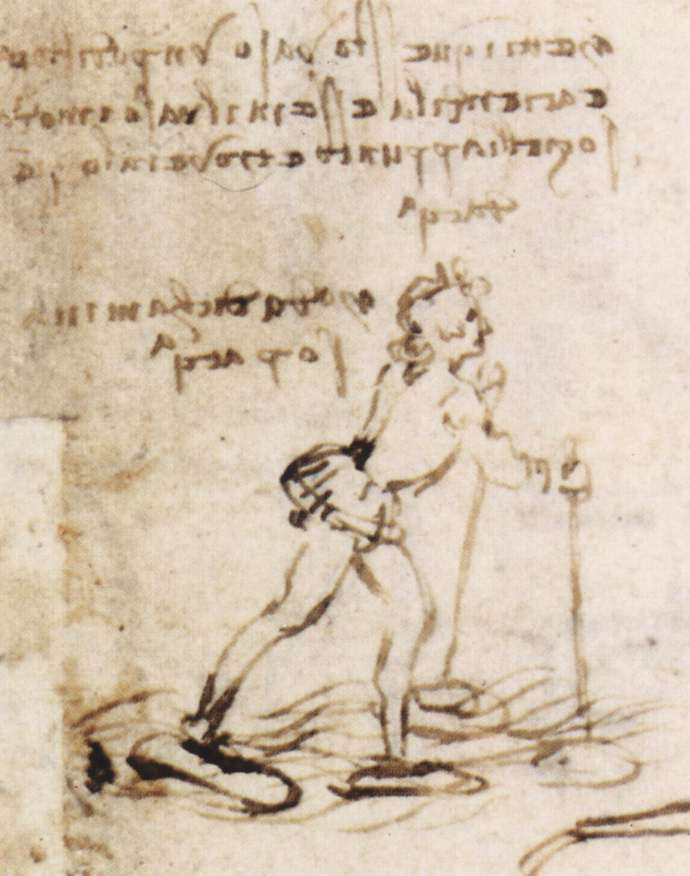
Рисунок Леонардо да Винчи. Водные лыжи для хождения по воде. 1480 год

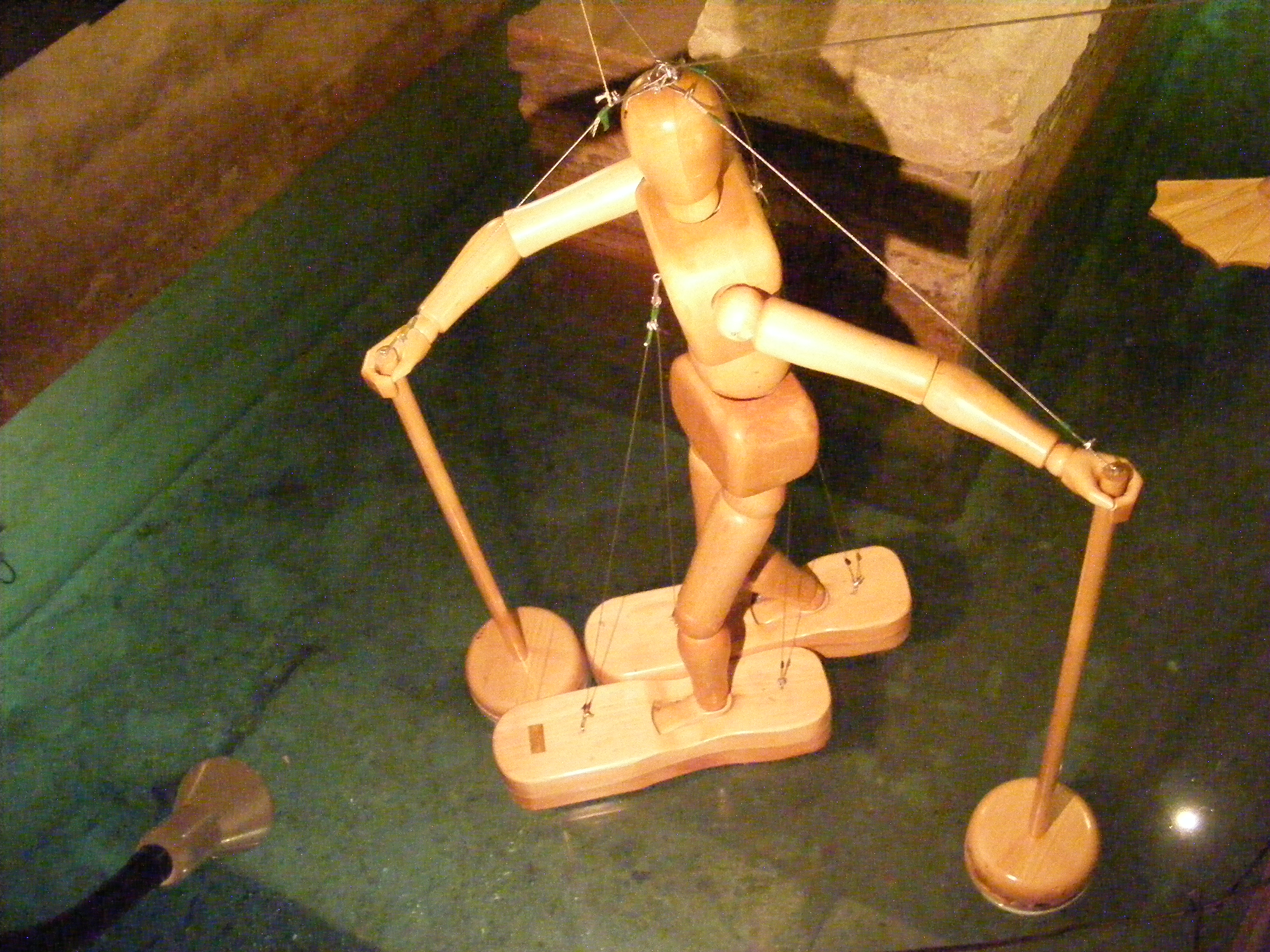
Водные лыжи для хождения по воде по рисунку Леонардо да Винчи

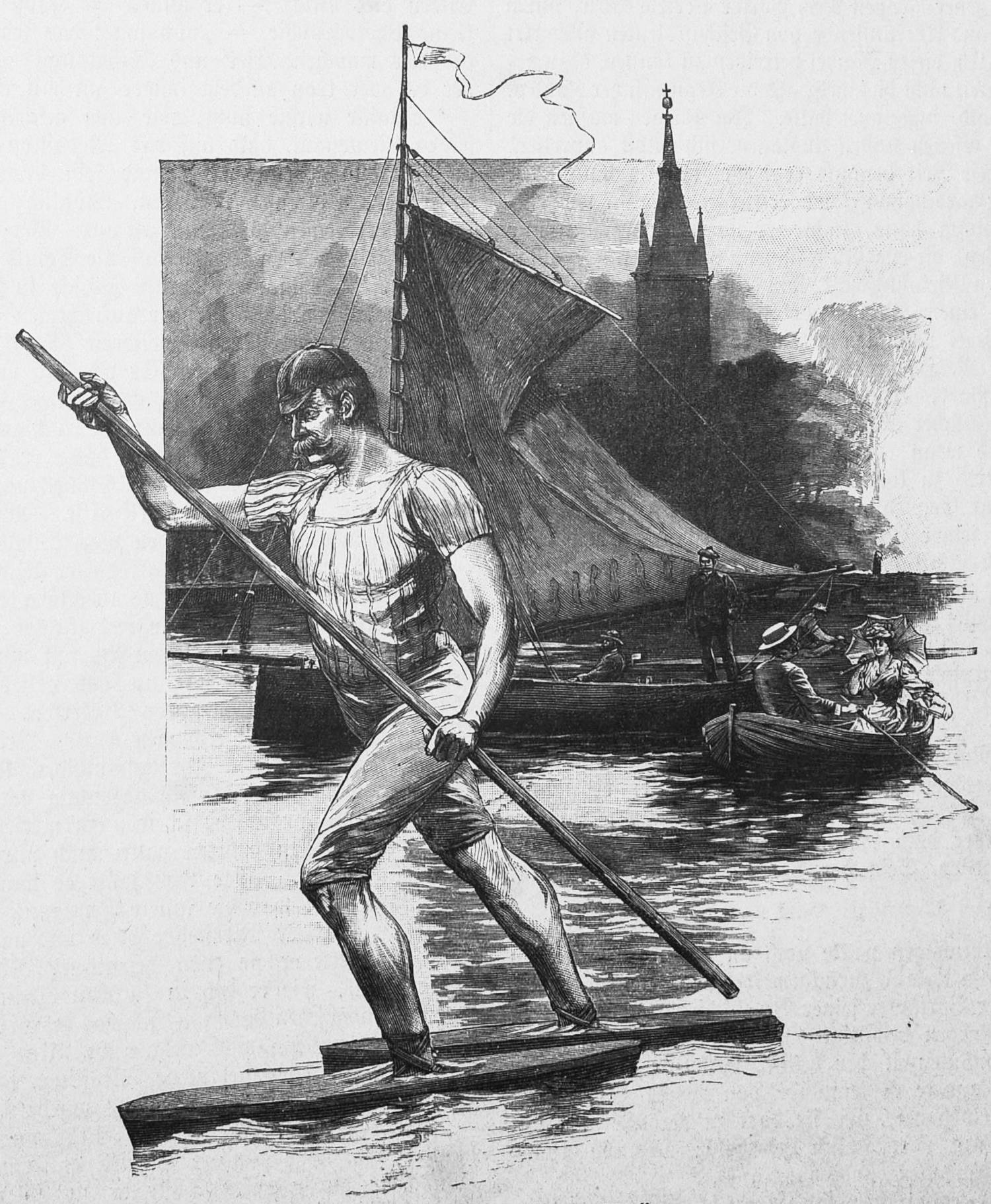
Водные плавающие лыжи рисунок 1893 года

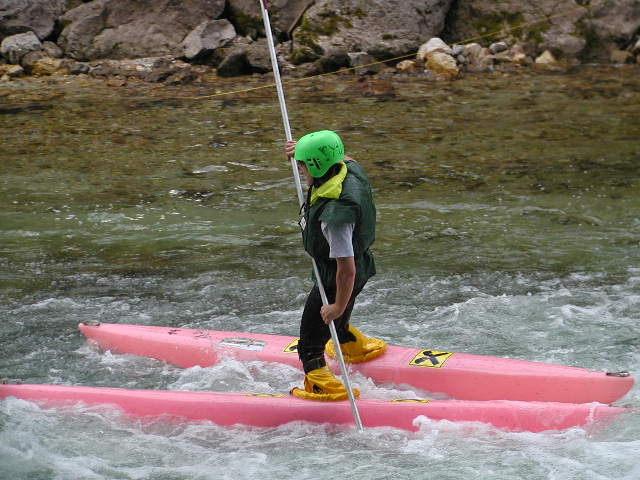
Современные плавающие лыжи, аналог лыж 1893 года

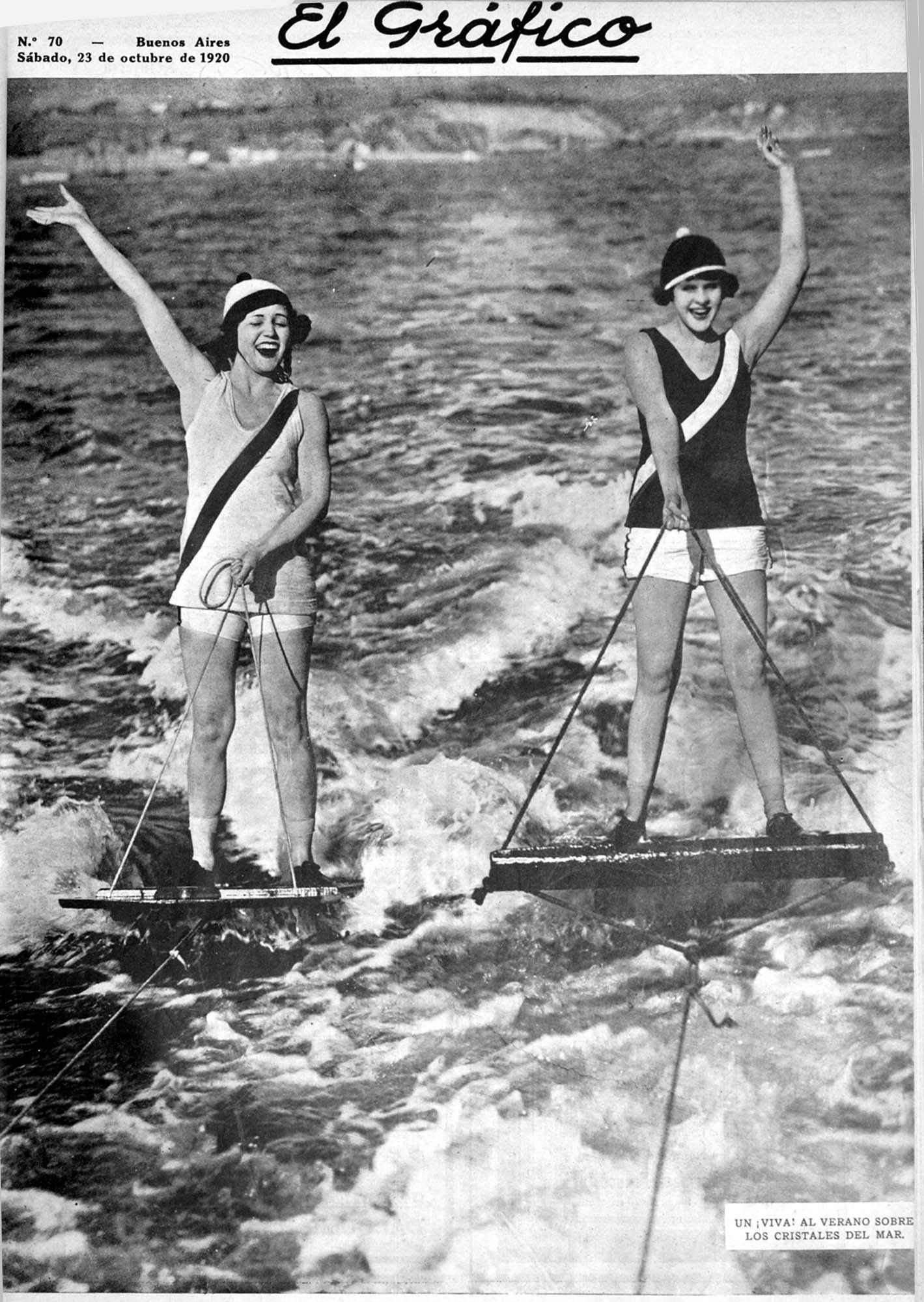
Женщины на досках для аквапланирования 1920 год

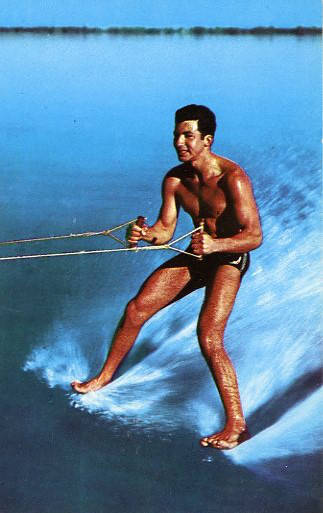
Катание по воде босиком

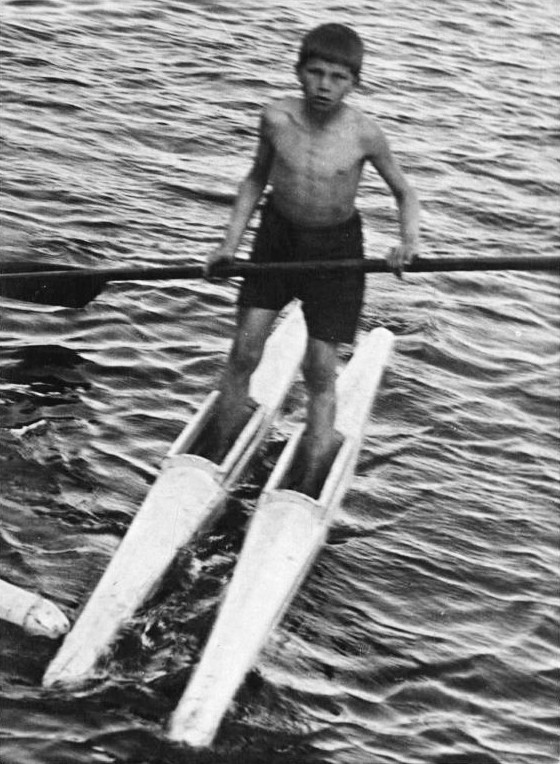
Владимир. Подросток на водных лыжах. 1930-е гг.

В 1480 году Леонардо да Винчи нарисовал лыжи для хождения по воде.
Предшественник современных водных лыж акваплан.
Водные лыжи впервые появились в 1922 году, когда американец из штата Миннесота Ральф Самуэльсон, экспериментируя с обычными зимними лыжами, решил испробовать их на воде. Две сосновые широкие доски он оснастил крепежом для ног. После чего изобретатель успешно опробовал лыжи на водах озера Pepin возле города Лейк-Сити.
Не зная об изобретении Самуэльсона, в 1925 году Фред Уоллер (США) получает первый в истории патент на придуманную им модель водных лыж, также из сосны, «Dolphin Akwa-Skees».
В 1928 году Дон Ибсен из Белльвью, штат Вашингтон, не ведая о предыдущих открытиях, изобрёл свои водные лыжи и стал, таким образом, третьим человеком, которого признали изобретателем этого вида спорта.
Три появившиеся пары лыж во многом походили друг на друга: все они были сделаны из сосны, со специальной пропиткой, и обладали резиновым креплением для ног.
Водные лыжи в СССР начали развиваться с конца 1950-х — начала 1960-х годов.
В 1964 году по инициативе первого космонавта Земли Ю. А. Гагарина, который был горячим поклонником водных лыж, была создана Федерация воднолыжного спорта страны, в 1965 году проведен первый чемпионат СССР по водным лыжам.
В 1977 году Марина Чересова, воспитанница воднолыжной школы братьев Валерия и Юрия Нехаевских из города Дубна (Московская область), первой из советских воднолыжников установила рекорд Европы в фигурном катании на водных лыжах, в 1979 году её одноклубница Наталья Румянцева, также первой из воднолыжников СССР, установила мировой рекорд в этом виде и стала чемпионкой мира. Имя этой спортсменки увековечено в Зале Славы Международной федерации водных лыж и вейкборда (IWWF): на её счету 5 мировых и 7 европейских рекордов в фигурном катании на водных лыжах, 4 золотые медали чемпионатов мира и 24 золотые медали чемпионатов Европы.
С 1991 правопреемницей Всесоюзной Федерации воднолыжного спорта стала Федерация воднолыжного спорта России. Регулярно проводятся Чемпионаты России, Первенства России за катером и электротягой. Воднолыжный спорт России прославили такие спортсмены, как Ольга Губаренко, Милакова Елена, Станислав Корнев, Ольга Кашицина, Татьяна Чуракова, Владимир Рянзин, Игорь Морозов.

## Олимпийские игры
Водные лыжи как показательный вид спорта были включены в программу Летних Олимпийских игр 1972 года.